# Shortland Street

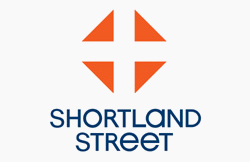
Logo

Shortland Street é uma soap opera da Nova Zelândia em horário nobre exibida originalmente pelo canal TVNZ 2 desde 25 de maio de 1992. É a soap opera mais antiga do país, sendo transmitida continuamente por mais de 6.000 episódios e 26 anos, e um dos programas de televisão mais assistidos na Nova Zelândia.

## Enredo
A série segue a complicada vida pessoal e profissional de sua equipe, família e amigos.

## Elenco

### Elenco principal
| Personagem         | Ator/Atriz        | Duração          |
| ------------------ | ----------------- | ---------------- |
| Chris Warner       | Michael Galvin    | 1992–1996, 2000— |
| TK Samuels         | Benjamin Mitchell | 2006—            |
| Nicole Miller      | Sally Martin      | 2009—            |
| Leanne Black       | Jennifer Ludlam   | 2010–2011, 2014— |
| Boyd Rolleston     | Sam Bunkall       | 2012—            |
| Kylie Brown        | Kerry-Lee Dewing  | 2012—            |
| Harper Whitley     | Ria Vandervis     | 2013—            |
| Jack Hannah        | Reuben Milner     | 2014—            |
| Damo Johnson       | Grant Lobban      | 2015—            |
| Drew McCaskill     | Ben Barrington    | 2015—            |
| Esther Samuels     | Ngahuia Piripi    | 2015—            |
| Kate Nathan        | Laurel Devenie    | 2016—            |
| Dawn Robinson      | Rebekah Palmer    | 2017—            |
| Te Rongopai Rameka | Kim Garrett       | 2018—            |
| Lincoln Kimiora    | Alex Tarrant      | 2018—            |
| Prince Kimiora     | Jay Kiriona       | 2019—            |
| Ross Douglas       | Emmett Skilton    | 2019–            |
| Zara Mandal        | Nivi Summer       | 2019—            |
| Cecelia King       | Nicole Whippy     | 2019—            |
| Ben King           | Jamie Irvine      | 2019—            |
| Louis King         | Henry Rolleston   | 2019—            |
| Sophia King        | Iana Grace        | 2019—            |
| Angel Schmidt      | Ana Scotney       | 2019—            |

### Elenco recorrente
| Personagem        | Ator/Atriz       | Duração |
| ----------------- | ---------------- | ------- |
| Harry Warner      | Reid Walker      | 2002-   |
| Rangimarie Rameka | Akinehi Munroe   | 2018–   |
| Natalie Mahoney   | Monique Bree     | 2018–   |
| Jean King         | Catherine Wilkin | 2019–   |

## Produção
Shortland Street é produzido pela South Pacific Pictures, com assistência da Fremantle e Television New Zealand. Nos primeiros anos, a produção também foi assistida pela New Zealand On Air.
Originalmente, Shortland Street foi filmada em North Shore City nos estúdios da South Pacific Pictures Browns Bay até a sua mudança para estúdios construídos em Waitakere City em 2000. A Ferndale High School original foi tocada por uma faculdade de North Shore até o estúdio se mudar. Quando os membros do elenco são contratados, os contratos são 4 dias, 1 semana, 2 semanas, 6 semanas, 6 meses ou um ano.
Enquanto o nome Shortland Street é baseado em uma rua real em Auckland CBD, o único lugar onde as cenas são realmente filmadas em Auckland CBD é a fictícia Q Road, que é a atual Karangahape Road, mais conhecida como K 'Rd.
A produção em alta definição da Shortland Street começou no início de 2011, com o primeiro episódio em HD transmitido em 18 de abril de 2011 nas plataformas Freeview HD e Sky.
Em 24 de julho de 2018 foi anunciado que o programa será exibido seis noites por semana a partir de setembro de 2018.